# عبد الحفيظ بن عمارة
عبد الحفيظ بن عمارة (موليد 1 أكتوبر 1995) هو لاعب كرة قدم جزائري يلعب حاليًا كلاعب وسط في نادي مولودية وهران في البطولة الجزائرية المحترفة الأولى.

## الإحصائيات

### النادي
| النادي          | الموسم          | الدوري           | الدوري  | الدوري  | كأس الوطني | كأس الوطني | كأس الدوري | كأس الدوري | آخر     | آخر     | المجموع | المجموع |
| النادي          | الموسم          | قسم              | تطبيقات | الأهداف | تطبيقات    | الأهداف    | تطبيقات    | الأهداف    | تطبيقات | الأهداف | تطبيقات | الأهداف |
| --------------- | --------------- | ---------------- | ------- | ------- | ---------- | ---------- | ---------- | ---------- | ------- | ------- | ------- | ------- |
| مولودية وهران   | 2015–16         | الدوري الفرنسي 1 | 21      | 0       | 0          | 0          | -          | -          | 0       | 0       | 21      | 0       |
| مولودية وهران   | 2016–17         | الدوري الفرنسي 1 | 12      | 0       | 0          | 0          | -          | -          | 0       | 0       | 12      | 0       |
| مولودية وهران   | 2017-18         | الدوري الفرنسي 1 | 11      | 1       | 0          | 0          | -          | -          | 0       | 0       | 11      | 1       |
| مولودية وهران   | المجموع         | المجموع          | 44      | 1       | 0          | 0          | 0          | 0          | 0       | 0       | 44      | 1       |
| اتحاد الحراش    | 2018-19         | الدوري الفرنسي 1 | 9       | 0       | 0          | 0          | -          | -          | 0       | 0       | 9       | 0       |
| مولودية وهران   | 2018-19         | الدوري الفرنسي 1 | 10      | 0       | 2          | 0          | -          | -          | 0       | 0       | 12      | 0       |
| المجموع الوظيفي | المجموع الوظيفي | المجموع الوظيفي  | 63      | 1       | 2          | 0          | 0          | 0          | 0       | 0       | 65      | 1       |

## روابط خارجية
- عبد الحفيظ بن عمارة على موقع قاعدة بيانات كرة القدم.إي يو (الإنجليزية)
- عبد الحفيظ بن عمارة على موقع Soccerway.com (الإنجليزية)